# Уніря (комуна, Келераш)
Уніря (рум. Unirea) — комуна у повіті Келераш в Румунії. До складу комуни входять такі села (дані про населення за 2002 рік):
- Олтіна (517 осіб)
- Уніря (2476 осіб)

Комуна розташована на відстані 121 км на схід від Бухареста, 22 км на схід від Келераші, 83 км на захід від Констанци, 134 км на південь від Галаца.

## Населення
За даними перепису населення 2002 року у комуні проживали 2993 особи.
Національний склад населення комуни:
| Національність | Кількість осіб | Відсоток |
| -------------- | -------------- | -------- |
| румуни         | 2989           | 99,9%    |
| угорці         | 1              | < 0,1%   |
| українці       | 1              | < 0,1%   |
| турки          | 1              | < 0,1%   |
| болгари        | 1              | < 0,1%   |

Рідною мовою назвали:
| Мова       | Кількість осіб | Відсоток |
| ---------- | -------------- | -------- |
| румунська  | 2989           | 99,9%    |
| угорська   | 1              | < 0,1%   |
| українська | 1              | < 0,1%   |
| турецька   | 1              | < 0,1%   |
| болгарська | 1              | < 0,1%   |

Склад населення комуни за віросповіданням:
| Релігія       | Кількість осіб | Відсоток |
| ------------- | -------------- | -------- |
| православні   | 2934           | 98,0%    |
| п'ятдесятники | 29             | 1,0%     |
| не релігійні  | 12             | 0,4%     |
| римо-католики | 6              | 0,2%     |
| бретрени      | 6              | 0,2%     |
| адвентисти    | 4              | 0,1%     |
| реформати     | 1              | < 0,1%   |
| мусульмани    | 1              | < 0,1%   |

## Зовнішні посилання
- Дані про комуну Уніря на сайті Ghidul Primăriilor